# Ratovei, Sălaj
Ratovei (în maghiară Rátonbükk) este un sat în comuna Valcău de Jos din județul Sălaj, Transilvania, România.
 Acest articol despre o localitate din județul Sălaj este deocamdată un ciot. Puteți ajuta Wikipedia prin completarea lui.